# Гулегіна Марія Агасівна
Марі́я Ага́сівна Гуле́гіна  (* 9 серпня 1959, Одеса) — оперна співачка.

## Біографія
Навчалася в Одеській консерваторії.
Основну діяльність на сцені почала в 1983, ставши солісткою Державного академічного Великого театру Білоруської РСР. У 1984 стала лауреаткою 1-ї премії конкурсу ім. Глінки. Заслужена артистка Республіки Білорусь. З 1987 року виступає за кордоном (зокрема у Ла Скала). Співачка залишила Білорусь в 1990 р. З 1990 — в Метрополітен Опера.
З 1987 співала в театрах «Ла Скала» (Мілан), з 1990 у ньюйоркській «Метрополітен-опера». Виступала на сценах Ковент Гардену, Віденської опери, театрів Мюнхена, Цюриха, Лос-Анджелеса. Гастролювала в Японії, Австралії, Франції. Виконала провідні ролі в операх «Макбет», «Трубадур», «Оберто», «Ернані», «Аїді», «Сільській честі», «Набукко» та багатьох інших.
Серед мистецьких відзнак Марії Гулегіної, зокрема, престижна премія Дзенателло «за блискучий дебют» (Верона, Італія). Нині Марія Гулегіна живе в Німеччині (Гамбург) та Люксембурзі.